# Bernardino Ciurini

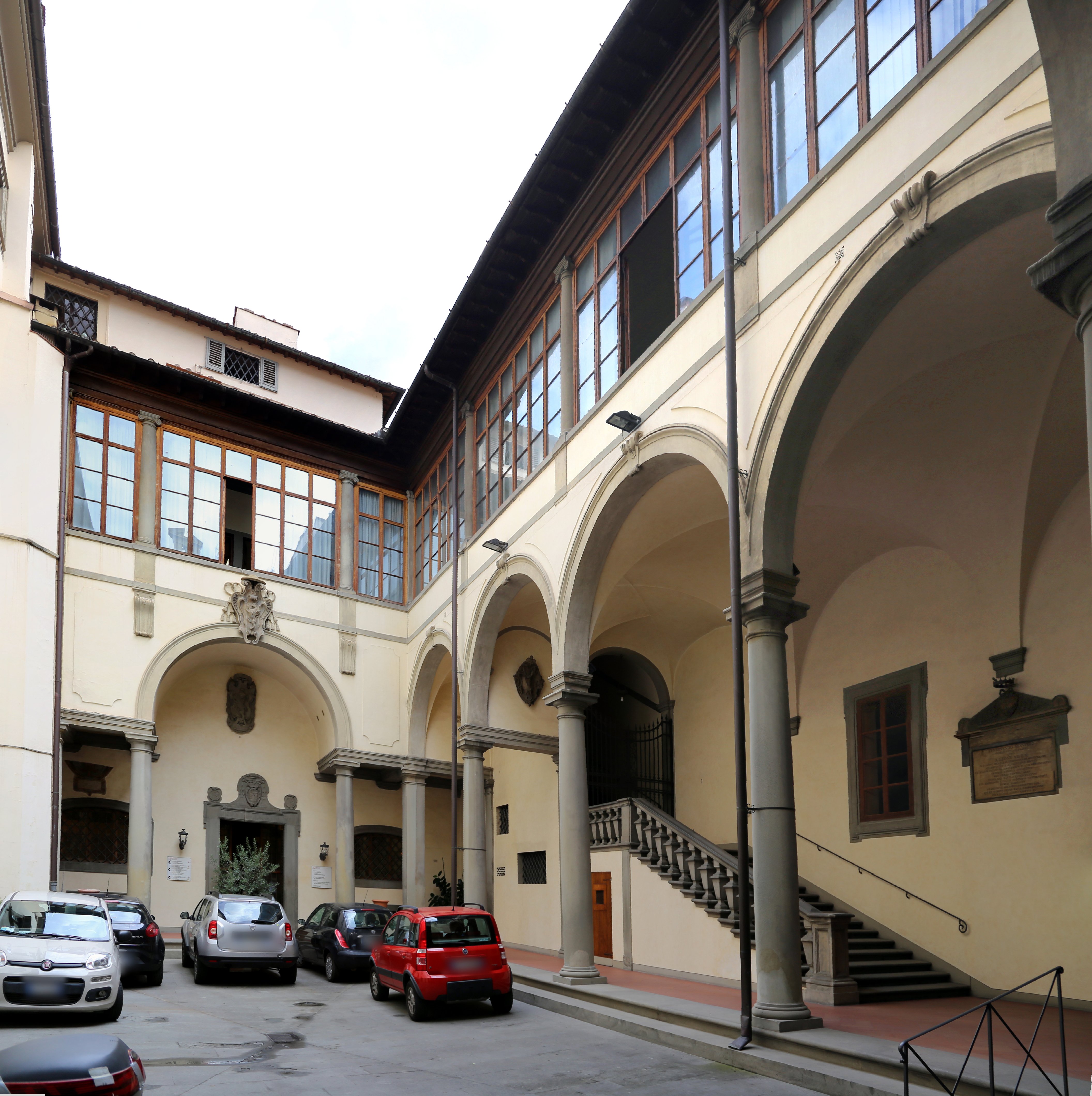
Cortile e scalone del palazzo Arcivescovile di Firenze

Bernardino Ciurini (Castelfiorentino, 1695 – Firenze, 1752) è stato un architetto italiano.

## Biografia
Conosciuto soprattutto in ambito fiorentino dove lavorò per alcune importanti famiglie dell'epoca. Nel 1738 completò il progetto di palazzo Martelli a Firenze. Sempre su incarico dell'arcivescovo Giuseppe Maria Martelli, intervenne nel cortile del palazzo Arcivescovile di Firenze, aggiungendovi uno scalone e ridisegnandone il colonnato.
Negli anni dal 1723 al 1740, progettò e realizzò l'ampliamento della villa di Murlo in Val di Pesa. Nel 1745 disegna lo scalone monumentale a doppia rampa sulla facciata del palazzo Comunale di Livorno.